# Kelet-Timor városai
- Aileu kerület
  - Aileu
- Ainaro kerület
  - Ainaro
  - Hotudo
  - Maubara
- Baucau kerület
  - Baquia
  - Baucau
  - Bucoli
  - Quelicai
  - Laga
  - Venilale
- Bobonaro kerület
  - Atabae
  - Balibo
  - Bobonaro
  - Lolotoe
  - Maliana
- Cova Lima kerület
  - Fatolulic
  - Fohorem
  - Suai
  - Tilomar
  - Zumalai
- Dili kerület
  - Dare (Kelet-Timor)
  - Dili
  - Metinaro
- Ermera kerület
  - Atsabe
  - Ermera
  - Gleno
  - Hatolina
- Lautem kerület
  - Com(Kelet-Timor)
  - Fuiloro
  - Iliomar
  - Laivai
  - Lautem
  - Lore (Kelet-Timor)
  - Lospalos
  - Luro
  - Mehara
  - Tutuala
- Liquica kerület
  - Bazar Tete
  - Liquica
  - Maubara
- Manatuto kerület
  - Laclubar
  - Laleia
  - Manatuto
  - Natarbora
- Manufahi kerület
  - Alas
  - Fato Berlia
  - Same
  - Turiscai
- Oecussi-Ambeno kerület
  - Citrana
  - Nitibe
  - Oe Silo
  - Pante Macassar
  - Passabe
- Viqueque kerület
  - Beacu
  - Lacluta
  - Ossu
  - Uatolari
  - Viqueque

- Atauro-sziget
  - Atauro
  - Berau
  - Biquele